# Wigner-Kristall
Ein Wigner-Kristall ist die kristalline Phase des Elektrons, die zuerst von Eugene Wigner 1934 als Grundzustand eines Systems wechselwirkender Elektronen vorhergesagt wurde. Dabei nehmen die Elektronen jeweils möglichst weit voneinander entfernte Positionen ein. Bei gegebener Dichte führt das zur Anordnung der Elektronen in einem regelmäßigen Gitter. Diese Phase tritt auf, wenn die Dichte und Temperatur der Elektronen ausreichend niedrig sind. 
Wigner-Kristalle konnten experimentell bisher nur in zweidimensionalen (2D) Situationen realisiert werden: einerseits für Elektronen auf einem Film flüssigen Heliums, andererseits in dem 2D-Elektronengas an der Grenzfläche zwischen zwei Halbleiter-Heterostrukturen. Im 2D-Wigner-Kristall bilden die Elektronen ein Dreiecksgitter, wie theoretisch 1976 von Günther Meißner und Mitarbeitern vorhergesagt
wurde. 
Ein Magnetfeld senkrecht zur Ebene der Elektronen kann verwendet werden, um die Elektronen stärker zu lokalisieren (in den Landau-Niveaus). Dies ermöglicht die Kristallisation bei höheren Elektronendichten.